# Imata Große Kintrup
Imata Große Kintrup SSpS (* 20. Juli 1889 in Handorf; † 18. März 1943 in der Bismarcksee) war eine deutsche römisch-katholische Ordensfrau, Missionsschwester und Märtyrin.

## Leben
Maria Magdalena Große Kintrup wuchs als ältestes von 10 Kindern eines Landwirts in Handorf (heute Stadtteil von Münster) auf. Nach der Schulzeit lernte sie ein Jahr Handarbeit in Münster, dann ein Jahr Küche in Bad Iburg und wurde Haushälterin an verschiedenen Orten, zuletzt auf dem Gut Neuss. Am 1. April 1916 trat sie im Alter von 26 Jahren in Steyl in das Missionshaus St. Michael der Steyler Missionare und der Steyler Missionsschwestern ein. Am 8. Dezember 1916 begann sie das Noviziat unter dem Ordensnamen Imata (nach Imad von Paderborn, 1051–1076). 1918 legte sie in Kerkrade ihre Ersten Gelübde ab und am 8. Dezember 1924 die Ewigen Gelübde. Sie war nacheinander Köchin in Steyl, im St.-Josef-Krankenhaus Haan und im Marienstift Köln-Holweide. Vom 8. August bis zum 25. Oktober 1931 reiste sie mit anderen in die Papua-Neuguinea-Mission, wo sie in der Station Alexishafen die Küche übernahm. Dann wirkte sie nacheinander in den Missionsstationen Marienberg (East Sepik Province), Wewak und Boikin (East Sepik Province). Nach der Besetzung Neuguineas durch die japanischen Invasionstruppen wurde sie am 18. März 1943 zusammen mit Bischof Josef Lörks und zahlreichen weiteren Missionaren und Ordensschwestern auf dem Zerstörer Akikaze hingerichtet und ins Meer geworfen.

## Gedenken
Die Römisch-katholische Kirche in Deutschland hat Schwester Imata Große Kintrup als Märtyrin in das deutsche Martyrologium des 20. Jahrhunderts aufgenommen.